# Фальківський Дмитро Никанорович
Дмитро́ Никано́рович Фалькі́вський (справжнє прізвище Левчук; 3 листопада 1898, село Великі Лепеси (зараз у міській смузі міста Кобриня, Берестейщина) — 16 грудня 1934, Київ) — український поет, прозаїк, перекладач, сценарист представник розстріляного відродження. У пізній творчості — неосимволіст. У юності працівник каральних органів СРСР. Жертва сталінського терору.

## Життєпис
Вчився у Берестейській гімназії; у часи УНР займався терором у більшовицькому підпіллі. У 1920—1923 служив у Червоній армії (в органах ЧК), по демобілізації з радянського війська жив у Києві, де змінив прізвище з огляду на небезпеку помсти на участь у масових убивствах на території нинішньої Білорусі.
Друкуватися почав 1924 й містив поезії в журналах «Червоний шлях», «Життя й революція», «Всесвіт», «Глобус»; належав до літературної групи «Ланка» (пізніше МАРС). У ліриці Фальківського, нарівні з мотивами поліської природи, головну увагу зосереджено на зображенні російської інтервенції 1917—1920 в Україну, яку автор подає як «визволення».

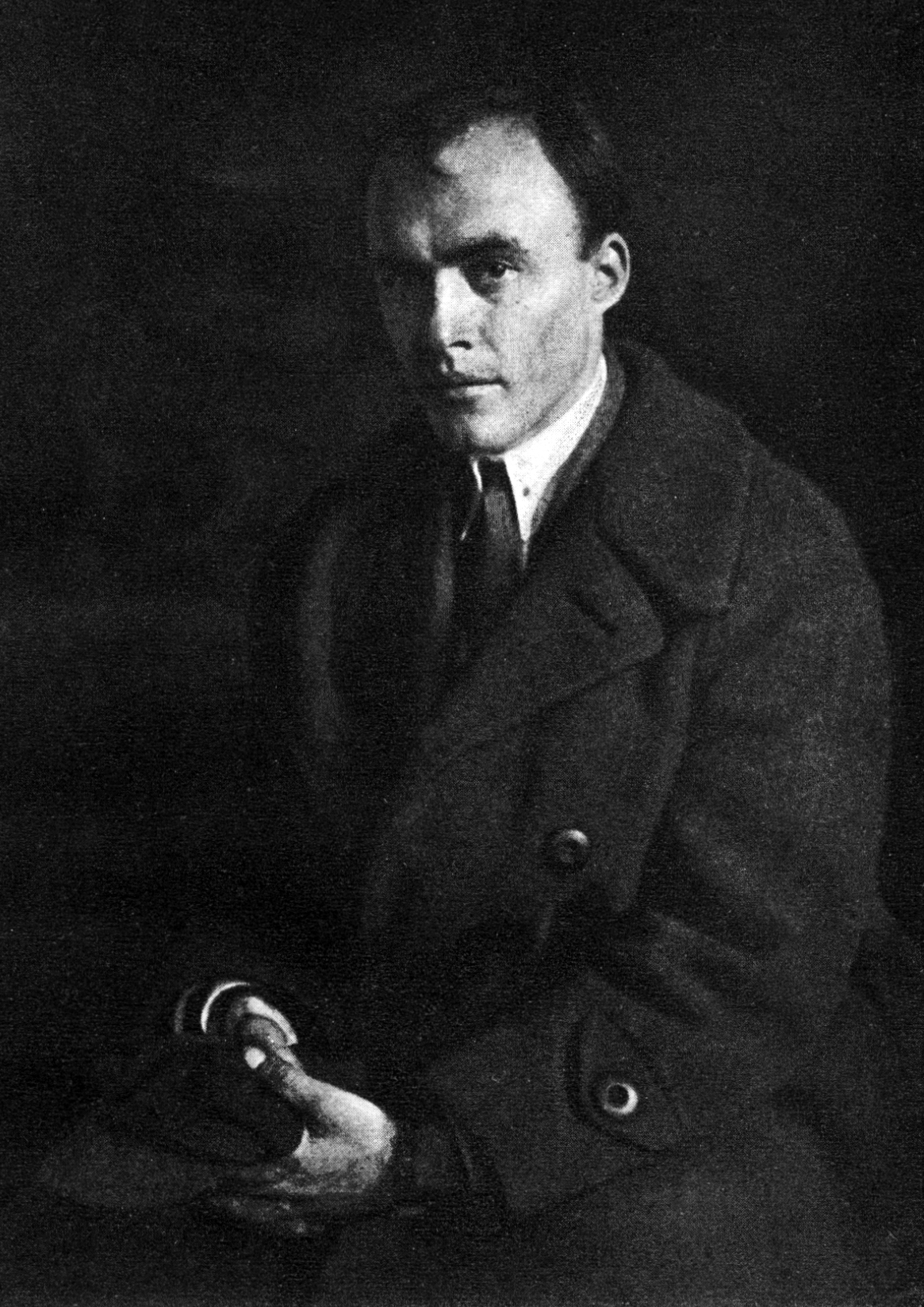
Дмитро Фальківський, 1928 р.

Крім поезій, Фальківський писав нариси, оповідання, сценарії. Попри його спецслужбістське минуле, більшовицький режим ставилася недовірливо до його творчості. Коли у зв'язку з убивством сталінського начальника Кірова влаштовано новий терор, його разом з Г. Косинкою, О. Влизьком, К. Буревієм та іншими ув'язнено, а незабаром розстріляно у групі 28 осіб української творчої інтелігенції.
Розстріляний у грудні 1934 року. 

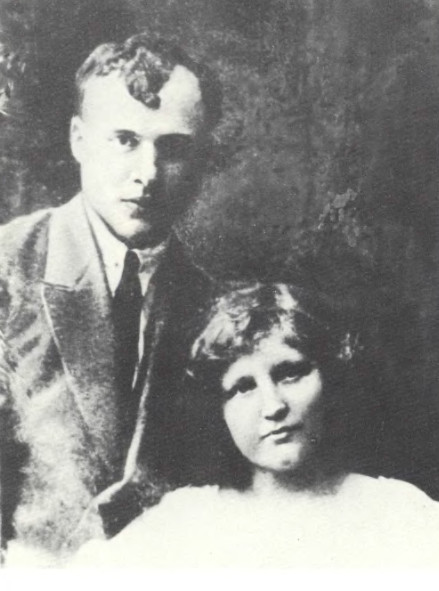
Фальківський з дружиною, 1920-ті
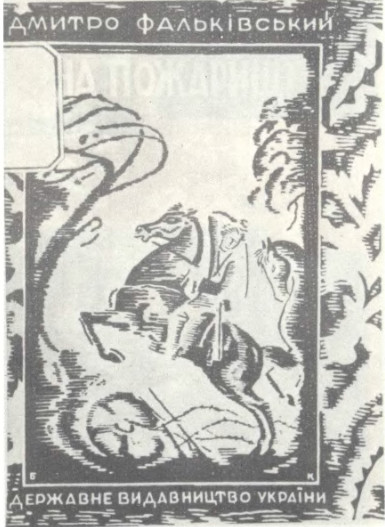
Обкладинка збірки "На пожарищі" (1928)

## Творчість
Окремі збірки поезій: «Чабан» (1925), «Обрії» (1927), «На пожарищі» (1928), «Полісся» (1931). Посмертні видання: за редакцією М. Неврлого «Ранені дні» (Пряшів, 1969; там і докладна бібліографія) та «Поезії» (Київ, 1989).
Автор сценарію фільму «Греблю прорвано» (1928, у співавторстві з Л. Френкелем).

## Пам'ять
- Завдяки зусиллям «Просвіти» у рідному селі Фальківського в 1998 році встановлено пам'ятник знак та на честь нього названа вулиця. На пам'ятнику напис українською мовою: «Від односельчан і товариства „Просвіта“ м. Кобрин і Малорита».
- 3 листопада 2018 року на державному рівні в Україні відзначається пам'ятна дата — 120 років з дня народження Дмитра Фальківського (1898—1934), письменника, сценариста.[2]